# 埃米莉·克雷格
埃米莉·克雷格（英語：Emily Craig，1992年11月30日—），英国女子赛艇运动员。她曾代表英国参加世界赛艇锦标赛，获得一枚金牌、一枚银牌和一枚铜牌。她也曾参加2020年夏季奥林匹克运动会。